# Dardània (Il·líria)
La Dardània (grec antic: Δαρδανία, llatí: Dardania) va ser una regió d'Il·líria situada al sud-oest de Mèsia, que prenia el nom dels seus habitants, els dàrdans. El territori ocupava part de l'actual Kosovo.
Va passar a domini romà al segle ii aC però no va ser conquerit definitivament fins a les guerres de Dardània (75 a 73 aC). A finals de segle el territori es va incorporar a la província de nova creació de Mèsia i en temps de Trajà va formar part de la Mèsia Superior, fins que va formar una província separada cap a l'any el 294, atesa la reorganització de Dioclecià. Durant el regnat de Constantí el Gran aquesta província es va incorporar a la prefectura d'Il·líria Oriental.
Ibrahim Rugova, el líder dels albanesos de Kosovo, va proposar recuperar l'antic nom de Dardània per donar-lo a un Kosovo independent, i la bandera suggerida, blava amb un emblema, incloïa el nom de Dardania en una cinta.